# 圖訥巴赫河
51°46′31.62″N 8°48′48.45″E / 51.7754500°N 8.8134583°E

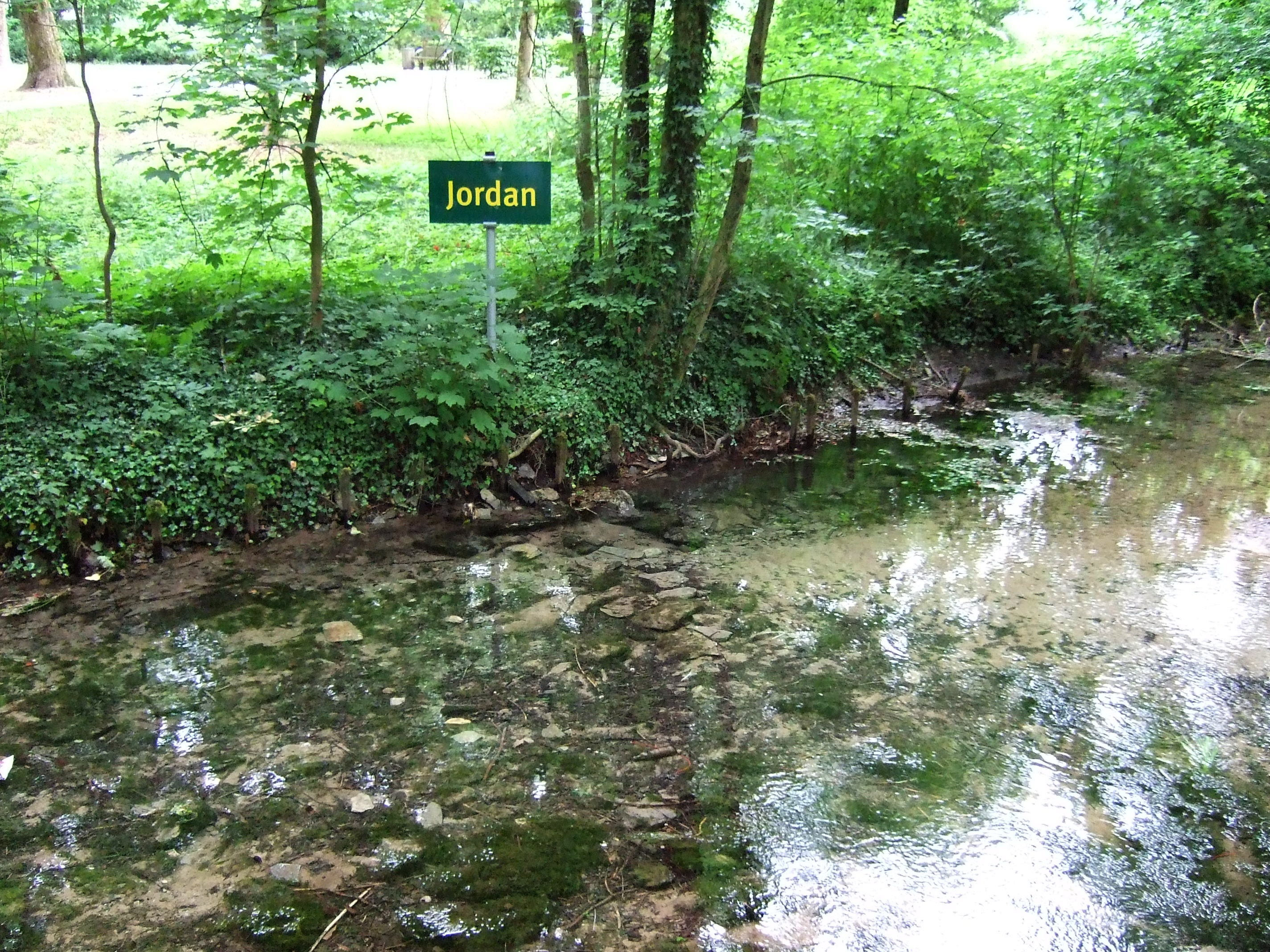

圖訥巴赫河（德語：Thunebach），是德國的河流，位於該國西部，處於北萊茵-威斯特法倫州，屬於利珀河的右支流，河道全長6.7公里，流域面積17.6平方公里。